# 黄翅斑腹雀
黄翅斑腹雀（学名：Pytilia hypogrammica）是梅花雀科斑腹雀属的一种，分布于非洲幾內亞灣沿岸國家，即贝宁、布基纳法索、喀麦隆、中非共和国、乍得、刚果民主共和国、科特迪瓦、加纳、几内亚、利比里亚、尼日利亚、塞拉利昂和多哥。全球活动范围有250,000平方公里。